# Notre Dame High School (Glasgow)

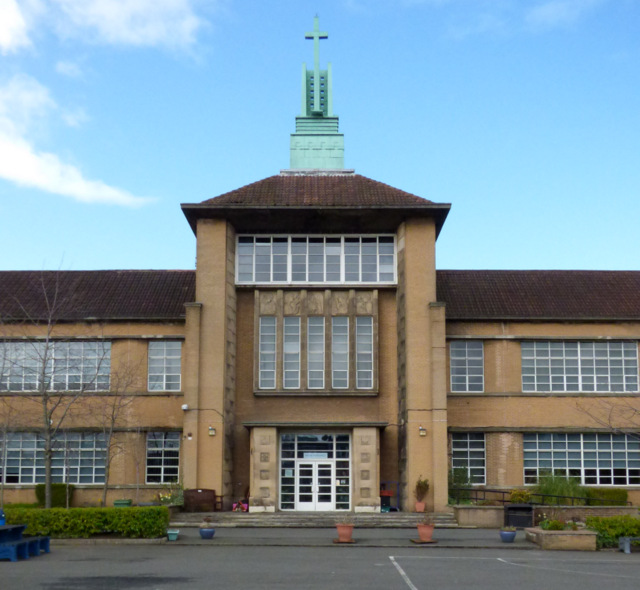
Notre Dame High School

Die Notre Dame High School ist eine katholische, weitführende Mädchenschule in der schottischen Stadt Glasgow. 1987 wurde ihr Gebäude in die schottischen Denkmallisten in der höchsten Denkmalkategorie A aufgenommen.

## Geschichte
Die Schule wurde 1897 durch die römisch-katholischen Schulschwestern Unserer Lieben Frau von Namur gegründet. 1938 wurde mit der Planung des heutigen Schulgebäudes begonnen. Für den Entwurf zeichnet der schottische Architekt Thomas Smith Cordiner verantwortlich. Auf Grund des Ausbruchs des Zweiten Weltkriegs wurde der Bau zunächst nicht ausgeführt. 1949 wurde er wieder aufgegriffen und bis 1953 abgeschlossen. Im Juni 2010 brach ein Brand in der Schule aus.

## Beschreibung
Die Notre Dame High School steht am Ende der Observatory Road im Victoria Circus im nordwestlichen Glasgower Distrikt Dowanhill. Cordiners Entwurf weist Elemente der Moderne und des Neoklassizismus auf. Das Gebäude besitzt grob einen F-förmigen Grundriss mit einem zusätzlichen, in die gegenüberliegende Richtung abgehenden Flügel am unteren Ende. Die Fassaden des Backsteinbaus sind verputzt und teils mit Sichtbetonelementen gestaltet. Es sind metallgerahmte Fenster mit metallenen Fenstersprossen verbaut.
Der Haupteingang befindet sich an dem dreistöckigen Mittelrisaliten an der südostexponierten, symmetrisch aufgebauten Hauptfassade. Oberhalb der vertikalen Fensterelemente im ersten Obergeschoss sind skulpturierte Platten eingelassen, welche die Künste und Wissenschaften darstellen. Die darüberliegende Bibliothek ist mit einem flächigen Fensterelement gestaltet. Der Sockel des aufsitzenden Kreuzes ist modernistisch ausgestaltet. Den Eingangsbereich flankieren jeweils fünf Achsen weite Bauteile. An der Rückseite geht ein Backsteinanbau aus dem Jahre 1979 ab. Im einstöckigen Nordflügel ist die Schulkantine und im einstöckigen Südflügel die Sporthalle untergebracht.